# Masaharu Homma
Masaharu Homma (japanska: 本間雅晴?, Honma Masaharu), född 27 november 1887 på ön Sado, död 3 april 1946 i Los Baños (avrättad), var en japansk militär under andra världskriget. Han kallades även "poetgeneralen" och var amatörmålare.

## Biografi
Homma tog examen från den kejserliga krigshögskolan 1915. Under första världskriget tjänstgjorde han som observatör hos de brittiska styrkorna på västfronten och 1930 blev han japansk militärattaché i London.

### Andra världskriget
Efter anfallet mot Pearl Harbor i december 1941 gick japanska styrkor till angrepp mot västmakternas besittningar i Asien. Homma, som då var generallöjtnant, fick i uppdrag att leda den japanska 14. arméns anfall mot den amerikanskkontrollerade ögruppen Filippinerna. Huvudstaden Manilla erövrades utan större svårigheter i januari 1942 men därefter körde det japanska avancemanget fast. Den amerikanska garnisonen under general Douglas MacArthur hade förskansat sig på Bataanhalvön, varifrån den effektivt blockerade stadens hamn. Belägringen av det amerikanska brohuvudet drog ut på tiden och först i maj föll den sista stödjepunkten, fästningsön Corregidor, i japanernas händer. Trots segern var den japanska arméledningen missnöjd över Hommas insats och anklagade honom för att ha missköt fälttåget. I augusti samma år sparkades han från sin befattning och förpassades till arméns reserv.

### Rättegång och död
Efter Japans kapitulation den 2 september 1945 ockuperades landet av USA. Till ledare för ockupationen utsågs Douglas MacArthur med titeln militärguvernör. Som de facto ledare för det besegrade landet styrde MacArthur med närmast oinskränkt makt och utnyttjade sin ställning till att hämnas på general Homma för sitt nederlag tre år tidigare. Homma greps och ställdes inför en hastigt sammansatt domstol, anklagad för krigsförbrytelser. Domare och jury utgjordes av fem amerikanska generaler utan juridisk utbildning. Homma beskylldes för att ha organiserat den så kallade "dödsmarschen från Bataan" där 80 000 amerikanska och filippinska soldater som tillfångatagits under striderna på halvön, tvingades genomföra en brutal marsch från Mariveles till San Fernando. Under marschen dödades tusentals av fångarna av brutaliserade japanska vakter eller lämnades att dö av svält och sjukdomar. Trots att det inte fanns några bevis för att Homma beordrat eller ens känt till dessa illdåd, dömdes han till döden i vad många historiker anser var en skenprocess. Strax efter midnatt den 3 april 1946 avrättades Homma genom arkebusering.